# تاتوی آناپات
تاتوی آناپات (به ارمنی: Տաթեւի անապատ) یک صومعه کلیسای حواری ارمنی است متعلق به سده ۱۷ میلادی که در دره رود وروتان در استان سیونیک ارمنستان واقع شده است. این بنا به سبک معماری ارمنی طراحی شده‌است.